# خوستیل
خوستیل (به لاتین: Khustil) یک منطقهٔ مسکونی در روسیه است که در داغستان واقع شده‌است.